# Luise Leonhardt
Die Luise Leonhardt war ein Frachtdampfer, der in den Abendstunden des 23. November 1930 bei schwerem Sturm auf den Untiefen des Großen Vogelsand (Sandbank in der Mündung der Elbe vor Cuxhaven) strandete. Dabei kamen alle 30 Besatzungsmitglieder ums Leben. Bis heute zählt dieses Unglück zu einer der schlimmsten Schiffskatastrophen in der Elbmündung.

## Vorgeschichte
Der dänische Segelschiffkapitän Marcus Nissen gründete mit Hilfe seiner begüterten Familie in den Jahren vor dem Ersten Weltkrieg die Dampfschiffsgesellschaft „Atalanta“ mit Sitz in Kopenhagen. Das erste Schiff der Reederei bekam den Namen Senegal. In den Jahren 1913 und 1916 folgten die in Holland gebauten Schiffe M.T. Mondal und T.T. Nygaard. Beide Neubauten gingen durch Kriegsereignisse 1917 verloren.
Durch die gute Ertragslage 1920 und dem wachsenden Bedarf von Transportkapazitäten durch wiedererwachenden Seehandel gab Marcus Nissen zwei Schiffsneubauaufträge an die schottische Werft Burntisland Shipbuilding Company. Anfang 1922 lieferte die Werft den Dampfer Sierra Morena an die Reederei Atalanta ab. Die aus Stahl gebaute Sierra Morena, die spätere Luise Leonhardt, war mit einem Schiffskessel ausgestattet, der mit Öl befeuert wurde.
Über die Fahrten des Schiffes unter dänischer Flagge ist wenig bekannt. Abgesehen von einigen Reisen nach Nordamerika, Ostasien und Australien, wurde die Sierra Morena überwiegend in der Linienfahrt zwischen Westafrika und französischen Häfen eingesetzt. Mit Beginn der Weltwirtschaftskrise 1929 begann der Niedergang der Atalanta-Reederei. Im gleichen Jahr verkaufte sie für 35000 Pfund Sterling die Sierra Morena an die Hamburger Partenreederei Leonhardt & Blumberg.
Mit dem neuen Eigner des Schiffes wechselte auch dessen Name. Adolf Leonhardt, der im Jahre 1899 die Reederei „Leonhardt & Heeckt“ (ab 1903 „Leonhardt & Blumberg“) gründete, gab seinen Schiffen die Namen von Familienangehörigen. So erhielt die Sierra Morena nun den Namen seiner Frau und wurde im Lloyds-Register unter dem Namen Luise Leonhardt eingetragen.
Ab Januar 1930 setzte die Reederei das Schiff in der Trampschifffahrt ein. Welche Häfen die Luise Leonhardt dabei anlief und welche Ladung sie beförderte, ist nicht mehr bekannt. Im Juli/August des gleichen Jahres wurde wegen einer Grundberührung eine Reparatur in einer Werft durchgeführt. Anfang November 1930 ließ die Reederei die Kesselbefeuerung von Öl auf Kohle umstellen. Mit dieser noch nicht eingefahrenen Anlage reduzierte sich die Höchstgeschwindigkeit auf 5 bis 6 Knoten. Am 23. November 1930 trat das Schiff seine letzte Fahrt an.

## Der Untergang
Am 23. November 1930 sollte der Dampfer die Reise von Hamburg nach Searsport/Portland antreten. Die Ladung bestand aus 5380 Tonnen Kainit. An Bunkerkohlen waren zunächst 900 Tonnen bestellt und in zwei Bunkerungen übernommen worden. Nachträglich wurden auf Bestellung des 1. Ingenieurs weitere 50 Tonnen Kohle übernommen. Die Stores betrugen 40–50 Tonnen, der Vorrat an Frischwasser ungefähr 30 Tonnen, an Öl ungefähr 0,5 Tonnen.
Am Tage vor der Ausreise, dem 22. November, wurden von der Deutschen Seewarte folgende Seewetterberichte ausgegeben.
- 08: 00 Uhr: Tief 732 zwischen Schottland und Südnorwegen liegt ziemlich fest und bedingt weiter kräftige Zufuhr milder Südwestluft. Aussichten Deutsche Bucht steife, südwestliche Winde, veränderlich, mäßige Sicht.
- 19: 00 Uhr: Tief 732 Nordsee mit kräftigen südlichen Ausläufern. Aussichten Deutsche Bucht, starke bis stürmische südwestliche Winde, wolkig bis bedeckt, mäßig bis gute Sicht.

Außerdem wurde für die westliche Ostsee und für die gesamte Nordseeküste eine Windwarnung (Signalball) von der Seewarte herausgegeben. Dieses Signal wurde am Abend des 22. November um 20:40 Uhr umgeändert in Südweststurm rechtdrehend und von Norddeich Radio im Anschluss an den Seewetterbericht um 22:30 Uhr sowie am 23. November um 06:15 Uhr verbreitet.
Am 23. November 1930 wurde der Dampfer Luise Leonhardt gegen 05:00 Uhr durch den Hafenlotsen Schulze besetzt. Zu diesem Zeitpunkt lief die Flut und der südwestliche Wind erreichte eine Stärke von 7. Der Dampfer wurde mit Hilfe des Schleppers Emil der Schleppreederei „Petersen und Alpers“ gedreht und aus dem Köhlbrand gesteuert. An der Ausfahrt nach der Elbe schor der Dampfer nach Backbord aus und kam an der westlichen Kante der Fahrrinne auf Grund. Mit Hilfe des Schleppers wurde der Dampfer wieder flott gemacht. Da die Grundberührung keine Schäden verursacht hatte, wurde die Ausfahrt fortgesetzt. Gegen 10:30 Uhr übernahm Patentlotse Stehr das Lotsen.
Im Verlaufe des Vormittags nahm der Wind beständig zu. Nach Berichten der Deutschen Seewarte meldeten um 08:00 Uhr:
- Borkumriff WNW Wind Stärke 8
- Außenjade NNW Wind Stärke 8
- Cuxhaven WNW Wind Stärke 8
- Elbe 1 WNW Wind Stärke 9

Um 09:30 Uhr wurde das Sturmwarnsignal für die westliche Ostsee und die ganze Nordseeküste in Nordweststurm geändert. Um 11:00 Uhr meldeten:
- Borkumriff NW Wind Stärke 9
- Elbe 1 WNW Wind Stärke 9
- Borkum NW Wind Stärke 9 böig über 12

Gegen 11:50 Uhr passierte die Luise Leonhardt Brunsbüttelkoog. Hier lagen schon mehrere Schiffe vor Anker, um auf besseres Wetter zu warten. Am Nachmittag wuchs der Sturm in harten Hagelböen zum Orkan an. Da der Dampfer vor seiner Ausreise statt Ölfeuerung eine Kohlefeuerung erhalten hatte und die Maschine mit neuen Leuten besetzt wurde, fuhr er nur mit 9 bis 10 Atmosphären Druck (Betriebsdruck 13 Atmosphären) und erreichte somit nur eine Geschwindigkeit von 5 bis 6 Knoten. Gegen 16:30 Uhr wurde Cuxhaven passiert. Die Bedenken des Lotsen, die Weiterfahrt fortzusetzen, wurden vom Kapitän ignoriert. Er gab dem 1. Offizier Befehl, die Anker zu laschen und die Klüsen dicht zu machen. Um 17:45 Uhr wurde Lotse Stehr etwas oberhalb des Feuerschiffes Elbe 3 vom Lotsendampfer ausgeholt. Trotz erneuter Warnung des Lotsen setzte die Luise Leonhardt ihre Reise fort.
Um 19:50 Uhr lief beim Schifffahrtsamt Cuxhaven folgende Seenotmeldung ein:
- „SOS, SOS, SOS. Luise Leonhardt an Leona Hamburg. Ruderkettenbruch, größte Lebensgefahr, Elbe 1. Hoffmann.“

Die sofort aufgenommene Verbindung mit der Bugsier-, Reederei- und Bergungsgesellschaft ergab, dass der Bergungsschlepper Hermes der Gesellschaft die Seenotmeldung ebenfalls aufgefangen hatte, um 19:54 aus Cuxhaven ausgelaufen war und dies dem havarierten Schiff mitgeteilt hatte. Im Verlauf der nächsten Stunden fand ein lebhafter Funkverkehr zwischen der Luise Leonhardt, dem Bergungsschlepper Hermes und den Küstenfunkstellen statt. Dieser Funkverkehr wurde von den Feuerschiffen Elbe 1 und Elbe 2 mitgehört und ist somit überliefert. Um 20:05 Uhr meldete die Luise Leonhardt:
- „An Leona Hamburg. Ankerkettenbruch, Schiff hat Grundberührung. Hoffmann.“

Gegen 20:20 Uhr fragte der Funker des Havaristen beim Bergungsschlepper an:
- „Wie weit noch?“

Die Hermes meldete: Haben Elbe 4 passiert. Bereits unterhalb der Kugelbake wurde der Schlepper von schweren Brechern überrollt, setzte seine Fahrt aber mit größtmöglicher Geschwindigkeit fort. Vom Funker der Luise Leonhardt immer wieder zu größtmöglicher Eile aufgefordert, passierte die Hermes gegen 21:00 Uhr das Feuerschiff Elbe 3. Man forderte das havarierte Schiff zur Positionsangabe auf. Dieses antwortete um 21:01 Uhr:
- „Position Elbe eins. Wann können sie hier sein?“

Um 21:20 wurde vom Havaristen folgender Funkspruch aufgenommen:
- „An Piper Otterbecksallee 3 – Hamburg. Ruderkettenbruch bei Elbe 1. Backbordankerkette gebrochen. Schiff treibt auf Sandgründe. Größte Gefahr, beide Rettungsboote zerschlagen. Steuerbordanker hält noch, dauernde Grundsee. Rudergeschirr völlig unbrauchbar. Schlepper Hermes unterwegs. Hoffmann.“

Um 21:36 Uhr passierte die Hermes das Feuerschiff Elbe 2 und fragte nun zweimal nach der genauen Position der Luise Leonhardt. Diese antwortete um 21:48 Uhr:
- „Position Westspitze Vogelsand nach Peilung.“

und letztmals um 21:50 Uhr:
- „Wir brennen Blaufeuer ab.“

Gegen 22:00 Uhr sichtete man nördlich der Blinktonne Nr. 2 die Notsignale. Als die Hermes sich an die Blinktonne herangearbeitet hatte und versuchte, die Brandung auf dem Großen Vogelsand zu forcieren, wurde er derart von Grundseen eingedeckt, dass ein weiteres Vorwärtskommen unmöglich war. Der Schlepperkapitän brach daher die Rettungsaktion ab und suchte tieferes Wasser auf, um Schiff und Mannschaft nicht zu gefährden. Über Funk rief er das Cuxhavener Rettungsboot Ferdinand Laeisz der Deutschen Gesellschaft zur Rettung Schiffbrüchiger (DGzRS) zur Hilfe. Dieses lief im Schlepp des Seezeichendampfers Neuwerk gegen 23:30 Uhr aus Cuxhaven aus.
Die Feuerschiffe Elbe 1 und Elbe 2 hatten den gesamten Funkverkehr mit abgehört. Auf Elbe 1 wurden die Wachen doppelt besetzt und sichteten bereits um 20:00 Uhr in Richtung r/w 68° die Topplichter eines Dampfers, der nach Stellung der Lampen zu urteilen, etwa auf Südwestkurs lag. Nach späteren Aussagen der Wachen erschien der Eindruck, als ob das Schiff vor Anker liege und zur Entlastung der Ankerkette mit der Maschine arbeitete. Gegen 20:34 Uhr gingen die Topplichter außer Sicht. Um 21:30 Uhr wurden in Richtung r/w 79° Notsignale, zwei Raketen und mehrere Blaufeuer beobachtet. Als der Bergungsschlepper in Sicht kam, wurden abermals Blaufeuer, dann Rotfeuer gezeigt. Trotz intensiver Bemühungen der Funker auf den Schiffen bzw. den Landstationen, kam nach 21:50 Uhr kein Funkkontakt mit der Luise Leonhardt mehr zustande.
Um 22:30 Uhr beobachteten die Wachen auf Elbe 1, dass die Topplichter des Dampfers kurzzeitig in Sicht kamen und dass kurz darauf nochmals zwei Rotfeuer abgebrannt worden.
Auf dem Feuerschiff Elbe 2 wurden die ersten Notsignale um 20:30 Uhr in Richtung gesichtet. Von dem Versuch, das Rettungsboot von Elbe 2 auszusetzen, musste der Kapitän des Feuerschiffes Abstand nehmen. Der orkanartige Wind machte das Aussetzen zunichte und die auf dem Großen Vogelsand stehende Brandung hätte ein Herankommen an den Havaristen unmöglich gemacht. Gegen 22:50 Uhr sichtete man in Richtung der Unfallstelle nochmals mehrere Blaufeuer und Raketensignale. Danach wurde nichts mehr beobachtet.
Das Rettungsboot Ferdinand Laeisz passierte am 24. November gegen 01:20 Uhr Elbe 4 und bei Tagesanbruch Elbe 3. Da aber Wind und Seegang so schwer waren, entschloss sich der Rettungsbootführer in Höhe Elbe 2 umzudrehen und auf der Reede von Elbe 3 Schutz zu suchen. Das kleine Rettungsboot hatte eine Länge von elf Metern und war als Segelboot mit schwachem Hilfsantrieb (28-PS-Benzinmotor) für den Küsteneinsatz ausgelegt. Dieses kleine Boot konnte bei dem Orkan und der schweren See in der Nacht vom 23. auf den 24. November 1930 nichts ausrichten.
Am Morgen des 24. Novembers gegen 07:00 Uhr versuchten die Ferdinand Laeisz und der Schlepper Hermes nochmals zu Unglücksstelle vorzudringen. Die Hermes hatte bis nach 24:00 Uhr oberhalb vor der Unglücksstelle gekreuzt und hatte dann ebenfalls bei Elbe 3 Schutz gesucht. Da der Wind in den frühen Morgenstunden etwas abflaute und der Seegang erträglicher wurde, gelang es der Ferdinand Laeisz sich in die Nähe des Wracks heranzuarbeiten. Von diesem ragte nur noch das Maschinenhaus mit den zwei Ventilatoren und ein Teil der Back aus dem Wasser. Sämtliche Aufbauten, wie Schornstein, Masten und Decksaufbauten hatte die See weggespült. Das Hinterschiff schien hinter dem Mittelaufbau abgebrochen zu sein. Der Zustand des Wracks ließ keine Zweifel darüber, dass Menschenleben auf dem Wrack nicht mehr vorhanden sein konnten. Der Bergungsschlepper Hermes und das Rettungsboot Ferdinand Laeisz mussten nach Cuxhaven umkehren, ohne noch Hilfe leisten zu können.
Das Wrack des Dampfers lag in etwa 8 m Wassertiefe auf der Position 54° 1′ 31″ N, 8° 19′ 55″ O. Von der 30 Köpfe zählenden Besatzung der Luise Leonhardt ist niemand gerettet worden. Die Leiche des Kapitäns Carl Hoffmann ist am 24. November 1930 um 11:00 Uhr in der Nordsee, im Süderpiep unweit Friedrichskoog von Fischern treibend gefunden und geborgen worden. Die Leichen des Heizers Johannes Kaiser und des Messejungen Waldemar Kahl sind von Büsumer Fischern Tage später gefunden und gelandet worden. Von der übrigen Besatzung fehlt bis heute jede Spur.
Heute bedecken die meterdicken Sandschichten des Großen Vogelsandes das Wrack. Da es unwahrscheinlich ist, dass jemals in diesem Gebiet Wrackräumungsarbeiten notwendig werden, wird die Luise Leonhardt wohl ungestört bis zum endgültigen Verfall dort liegen bleiben.

## Nach dem Untergang

### Die Seeamtsverhandlung
Am 5. Dezember 1930 begann die Hauptverhandlung im Seeamt Hamburg. Als Zeugen wurden unter anderen der Kapitän des Bergungsschleppers Hermes sowie der Kapitän des Feuerschiffes Elbe 2 und der Steuermann des Feuerschiffes Elbe 1 vernommen. Es wurde versucht, die Stunden bis zur Strandung des Unglücksdampfers genau zu rekonstruieren. Nach mehrstündiger Verhandlung verkündete das fünfköpfige Gremium des Seeamtes seinen Spruch:
Nach dem Ergebnissen der Beweisaufnahme ist der Untergang des Dampfers Luise Leonhardt darauf zurückzuführen, dass in dem herrschenden schweren Nordwestorkan die Ruderkette und dann auch die Ankerketten gebrochen sind, so dass der Dampfer hilflos auf die Untiefen des Großen Vogelsand getrieben wurde. Am 23. November 1930 herrschte der schwerste Sturm dieses Herbstes, ein Orkan mit Windstärke 12 und höher. Der Seegang war ungewöhnlich schwer und wurde ab 15:00 Uhr noch steiler und gefährlicher, da vor Cuxhaven der Strom kenterte und die laufende Ebbe gegen den schweren Nordweststurm anstand. Durch die Umstellung von Öl- auf Kohlefeuerung konnte die Luise Leonhardt nicht mit vollem Dampfdruck fahren und erreichte nur 5 bis 6 Seemeilen Fahrt. Sie hatte daher, umso weiter sie in die Elbmündung vorrückte, immer weniger die Möglichkeit, bei dem herrschenden Orkan und Seegang den Kurs zu halten. Daher wurde das Schiff schon bald aus dem Fahrwasser heraus in die Nähe des Großen Vogelsand vertrieben, wo die Seen immer steiler wurden und die Gefahr von Grundseen stetig zunahm. Es bleibt offen, ob der Ruderkettenbruch auf Grundberührung zurückzuführen ist. Mit dem Bruch der Ruderkette wurde dem Schiff seine Manövrierfähigkeit beraubt und so war es nur auf seine Anker angewiesen.
Die Backbordankerkette brach unmittelbar nach der Ruderkette. Das der Steuerbordanker auf die Dauer nicht halten konnte, war nun eine unvermeidliche Folge. Nachträglich ist festzustellen, dass die Luise Leonhardt gar nicht auf die eigentliche Untiefe des Großen Vogelsand gekommen ist, sondern bereits in 8 m Wassertiefe gesunken ist. Das Schiff hatte fortwährend Grundstöße gehabt, welches zeigt, was für ungeheure Grundseen auf den Großen Vogelsand gestrandet sind. Andere Ursachen, wie etwa der mangelhafte Zustand des Schiffes oder falsche Beladung, nimmt das Seeamt nicht an. Ferner stellt das Seeamt fest, dass der Dampfer nicht überladen war. Die Gesamtladung betrug nach Prüfung aller Unterlagen 6400 Tonnen. Daher steht fest, dass die nach der Ladeskala zulässige Höchstladefähigkeit von 6440 Tonnen nicht überschritten wurde.
Nach dem Freibordzertifikat der See-Berufsgenossenschaft musste bei dem Dampfer der Freibord 1,14 m betragen. Bei einer Höhe der Bordwand (einschließlich Kiel) von rund 8,37 m verblieben daher nach Abzug des Freibordes ein Tiefgang von rund 7,23 m. Der vom Kapitän unterschriebene Lotszettel bestätigte die Berechnungen, so dass bis zum höchsten Tiefgang noch 5 Zoll fehlten. Es wurde weiterhin festgestellt, dass der Dampfer gehörig bemannt gewesen ist, so dass hinsichtlich der Seetüchtigkeit, Ausrüstung und Ladung keine Beanstandungen zu erheben sind. Von allen an der Rettung Beteiligten ist das Möglichste getan worden. Dem Kapitän des Bergungsschleppers Hermes gebührt besondere Anerkennung, da er sich unter erheblicher Gefahr für Schiff und Mannschaft an die Unglücksstelle herangearbeitet hat und nur durch die gewaltige auf dem Großen Vogelsand stehende Brandung abgehalten wurde, die Rettungsmaßnahme fortzuführen. Das Seeamt befürwortet den Abbruch der Rettungsaktion der Ferdinand Laeisz, da es bei den gewaltigen Grundseen zum Verlust des Rettungsbootes und seiner Mannschaft gekommen wäre. Aus diesem Grund billigte auch das Seeamt, dass vom Kapitän des Feuerschiffes Elbe 2 nicht versucht wurde, mit Hilfe des vorhandenen Motorrettungsbootes die Unglücksstelle zu erreichen. Dem Kapitän des Unglücksdampfers Carl Hoffmann wurde angelastet, dass er bei dieser Wetterlage überhaupt ausgelaufen ist. Er hatte die Gelegenheit, von der Brücke seines Schiffes das Heranwachsen des Sturmes zu beobachten. Des Weiteren war er über den Wetterbericht der Deutschen Seewarte vom 22. November 1930 unterrichtet. Ferner sah er auf der Fahrt von Hamburg nach Cuxhaven, dass sämtliche Signalstellen auf der Altonaer Landungsbrücke, am Seemannshöft-Yachthafen, in Brunshausen und Glückstadt das Signal Südweststurm rechtsdrehend gesetzt hatten und dass ab 12:00 Uhr dieses Signal auf den nun passierten Stellen Brunsbüttelkoog, Belumer Schanze, Cuxhaven, Neuwerk und auf Elbe 3 in Nordweststurm geändert wurde. Schließlich wurde er mehrfach durch den Lotsen gewarnt. Wenn er trotzdem den Versuch unternommen hat, die Ausreise fortzusetzen, so hat er das offenbar mit Rücksicht auf den Wetterbericht der Deutschen Seewarte vom 23. November 1930, um 11:15 Uhr über Norddeich gesendet wurde, getan. Es ist tief bedauerlich, dass ihm hierbei ein Irrtum unterlaufen ist. Allerdings ist in dem Wetterbericht für die Nordsee von stürmischen, rasch abflauenden Nordwest- bis Westwinden die Rede. Indessen musste Kapitän Hoffmann wissen, dass dieser Bericht für die nächsten 24 Stunden galt. Bei der Änderung des Schlüssels für die Seewetterberichte, der am 15. November 1930 eingeführt worden ist, steht in den Nachrichten für Seefahrer in der Ausgabe 43 vom 25. Oktober 1930 auf S. 1420 eine ausdrückliche Bekanntmachung über Inhalt und Bedeutung der Seewetterberichte. Diese Bekanntmachung hätte Kapitän Hoffmann, der die Pflicht hatte, sich über den Inhalt der Nachrichten für Seefahrer zu informieren, bedenken müssen. Nur kurze Wartezeit hätte genügt, das Unglück zu verhindern. Die tatsächliche Wettervorhersage der Seewarte war richtig, denn der Wind flaute am 24. November derart ab, dass am Vormittag nur noch Windstärke 3 in der Deutschen Bucht herrschte. Umso bedauerlicher ist, dass der Kapitän eine falsche Vorstellung über den Geltungsbereich der Wettervorhersage hatte und die Ausfahrt trotz tobenden Orkanes und der nachdrücklichen Warnung der Signalstellen und des Lotsen unternommen hatte. Das Seeamt nimmt daher auch Veranlassung, allen Schiffsführern dringend zu raten, dass sie dem Sturmwarndienst die größte Beachtung schenken. Es ist der Ansicht, dass größtmögliche Ausnutzung der unentgeltlichen Auskunftserteilung durch den Meteorologen der Seewarte, oder Anfragen bei den Küstenfunkstellen, durchaus geeignet sind, Unfällen wie der Strandung des Dampfers Luise Leonhardt in großem Umfange vorzubeugen.

### Öffentliche Kritik
Viele Fragen blieben in der Seeamtsverhandlung offen, da alle unmittelbar Beteiligten nicht mehr am Leben waren. Ein wichtiger Punkt aber, an dem sich sofort die öffentliche Kritik entzündete, war das noch unzulängliche Rettungssystem in der Elbmündung. Ein Kritiker war Kapitän Stoll aus Emden, der in der Januarausgabe der Zeitschrift Hansa 1931 schrieb:
„Alsdann hätte meines Erachtens mehr für die Rettung der Mannschaft getan werden können. Mir ist aufgefallen, dass der absolut seetüchtige Elbe-Lotsendampfer nicht in Aktion getreten ist. Wo war der Lotsendampfer, wie die ersten SOS Rufe der Luise Leonhardt ertönten? Er hätte doch, ich nehme an, dass er bei Elbe 3 trieb oder ankerte, innerhalb einer Stunde bei dem Havaristen sein können und versuchen, Verbindung zum Schleppen mit dem Schiff zu bekommen. Meines Erachtens müssen die Lotsendampfer vor Elbe, Weser und Ems mit einem Wurfleinengeschütz versehen sein, um auch bei schwerstem Wetter Verbindung mit einem treibenden Schiff zu bekommen. Des Weiteren müsste schweres Schleppgeschirr, sei es auf Kosten der vereinigten Assekuradeure, der Seeberufsgenossenschaft, oder des Reiches, an Bord jedes Lotsendampfers vorhanden sein. Es ist unbegreiflich, aus welchem Grund das Rettungsboot aus Cuxhaven nicht früher in Aktion getreten ist. Die Funkstation Cuxhaven hatte doch sämtliche Notrufe des Unglücksdampfers aufgefangen. War denn niemand dort, der das Rettungsboot schnellsten in See beordern konnte? An der Elbmündung müsste meines Erachtens die allererstklassigste Rettungsstation der Welt bestehen. Ein bei jeder Witterung seetüchtiges, unsinkbares Rettungsboot darf bei schlechten Wetter nicht in Cuxhaven liegen, sondern muss bei „Elbe 3“ seine Station beziehen. Die Elbmündung weist einen derartig riesigen Schiffsverkehr auf, das die Schifffahrt treibende Bevölkerung wohl erwarten kann, das dort eine erstklassige Rettungsstation vorhanden ist.“
In der Stellungnahme des für die Rettungsaktion Verantwortlichen Wasser- und Schifffahrtsamtes Cuxhaven wies der Leiter die Kritiken zurück:
„Der mit anerkannter Schnelligkeit ausgelaufene Bergungsschlepper durfte unter den obwalteten Umständen auf keinen Fall durch die Mitgabe eines Rettungsbootes sowohl am Auslaufen, als auch an der Fahrtgeschwindigkeit gehindert werden. Nach dem ersten SOS Rufen bestand noch eine gewisse Möglichkeit, den in Seenot befindlichen Dampfer zur retten, wenn es dem Bergungsschlepper „Hermes“ gelang, ihn vor dem Auftreiben auf den Großen Vogelsand zu erreichen. Diese Hoffnung wurde allerdings zunichtegemacht, als die Luise Leonhardt bereits Grundstöße vermeldete. Angesichts des Umstandes, dass der stärkste Bergungsschlepper zur Unfallstelle unterwegs war, lag für mich keine Veranlassung vor, das Rettungsboot abgehen zu lassen. Es wurde klar zum Auslaufen gehalten. Diese Auslaufen wäre aber von mir erst angeordnet worden, wenn der Ebbstrom sich gestaut und die Flut eingesetzt hätte. Bei der auffallend stark laufenden Ebbe und dem herrschenden orkanartigen Nordweststurm muss es als unsinnig bezeichnet werden, ein so kleines Rettungsboot im Schlepp eines größeren Dampfers in See zu schicken. Der bei dieser Wetterlage gegen den Ebbstrom wehende Wind verursachte einen derartigen Seegang, dem ein offenes Boot nicht gewachsen war. Ich befürworte daher nochmals die Umkehr des Seezeichendampfers Neuwerk mit dem Rettungsboot „Ferdinand Laeisz“ im Schlepp. Der langsam laufende Schleppzug wurde vor Elbe 2 derartig von Seen überspült, dass ein Weiterkommen unmöglich schien. Der Kapitän der Hermes, der die Sachlage am besten übersehen konnte, war von der Unmöglichkeit des herankommens an das Wrack überzeugt. Aus einer gewissen Verzweiflung heraus, nichts unversucht zu lassen, habe er das Rettungsboot angefordert. Er schilderte den Versuch, an die Unglücksstelle heranzukommen, als eine der schwersten Erlebnisse seiner langjährigen Tätigkeit im Bergungswesen. Der Bergungsschlepper ist von den Seen so zudeckt worden und es sei ein Wunder, dass er aus der dort herrschenden Brandung wieder herausgekommen ist. Ich möchte auf folgendes aufmerksam machen. Die festgestellte Tiefe am Wrack beträgt bei Niedrigwasser 8,3 m. Am 23. November 1930 war um 20:40 Uhr Niedrigwasser in der Elbmündung. Die Meldung über erste Grundstöße des Havaristen liefen um 20:05 Uhr, also bei fast Niedrigwasser. Bei dem herrschenden Orkan und dem durch ihn hervorgerufenen Windstau ergab sich ein Wasserstand von mindestens 2 m über Normalwasser. Der größte Tiefgang der „Luise Leonhardt“ betrug 7,23 m. Hieraus ergibt sich, dass das Schiff mehr als 3 m in der Brandung durchgesetzt hat. Das beweist zur genüge, welche Brandung auf dem Großen Vogelsand strandete. Aus Vergleich der Wassertiefe beim Wrack mit dem Tiefgang der „Hermes“, der nur 3,70 m beträgt, ergibt sich ferner, dass der Bergungsschlepper genügend Wasser bis zur Unfallstelle vorgefunden hätte, ohne wie die Luise Leonhardt durchzustoßen. Diese Tatsache war dem Kapitän des Bergungsschleppers bekannt, der lediglich durch die ungeheure Brandung gezwungen war, umzukehren. Des Weiteren möchte ich klarstellen, dass in jedem Augenblick eine weitere Seenotmeldung einlaufen konnte und es wäre nicht verstanden worden, die Rettungsstation Cuxhaven völlig aller Rettungsmittel zu berauben. Erst unter den dringlichen Anforderungen der Hermes befürwortete ich ein Auslaufen des Rettungsbootes. Zum Vorschlag, die Lotsendampfer in derartigen Fällen zur Hilfeleistung heran zu ziehen, halte ich für nicht tragbar. In der fraglichen Nacht lagen beide Lotsendampfer des schweren Wetters wegen zwischen Elbe 3 und Elbe 4 und waren nur mit Mühe in der Lage, einkommende Schiffe zu besetzen und ausgehenden Schiffen die Lotsen abzunehmen, da Elbe 3 bei diesem Wetter nicht mehr ausholen konnte. Der Vorschlag, Lotsendampfer als Schlepper einzurichten, muss abgelehnt werden. Über die vorhandenen Rettungseinrichtungen habe ich zu berichten, dass ich bereits im Juni vergangenen Jahres der Deutschen Gesellschaft zur Rettung Schiffbrüchiger einen Vorschlag unterbreitet habe, die Rettungsstation Cuxhaven mit einem stärkeren Rettungsboot auszurüsten. Vom Gedanken geleitet, auch Rettungsaktionen auf den außenliegenden Sänden Vogelsand und Scharhörn durchzuführen, habe ich der Gesellschaft diesen Vorschlag unterbreitet. Dieser scheiterte an der Finanzlage, da ein solches Boot ca. 150000,-Reichsmark kostet und fernerhin erhebliche Unterhaltungsmittel erfordert. Nach dem Untergang der „Luise Leonhardt“ sind die Verhandlungen über die Beschaffung eines stärkeren Rettungsbootes erneut aufgenommen worden, scheitern aber bis dato ebenfalls an der Finanzlage der Gesellschaft. Dass die Rettungseinrichtungen in der Elbmündung versagt hätten, weise ich auf das schärfste zurück. Es scheint dem Kritiker nicht bekannt zu sein, dass in den letzten zwölf Jahren 38 Menschen von insgesamt 5 verunglückten Schiffen gerettet wurden.“
Die eine Tatsache blieb jedoch bestehen, dass bei Rettungsaktionen auf den Außensänden stets der Seezeichendampfer zum Schleppen des Rettungsbootes herangezogen werden musste. Erst ab 1933, offensichtlich vor dem Hintergrund der Luise Leonhardt Tragödie, kam mit dem Doppelschraubenboot Krogmann (2 × 125 PS Dieselantrieb) ein für die damalige Zeit modernes und leistungsfähiges Rettungsfahrzeug in der Elbmündung zum Einsatz. Das Rettungsboot Ferdinand Laeisz wurde ab 1936 mit einem 50-PS-Rohölmotor ausgestattet. Offensichtlich erfolgte die Umrüstung aus der Tatsache heraus, dass am 18. Oktober desselben Jahres das Feuerschiff Elbe 1 mit seiner gesamten Besatzung bei schweren Sturm unterging. Im Jahre 1944 ging das Boot beim Kriegseinsatz in der Donaumündung verloren.
Weitere Kritiken wurden am Funkverkehr geübt. Der erhobene Vorwurf vom Schlepper Hermes, dass der Seenotruf durch Rundfunkdarbietungen empfindlich gestört wurde, konnte widerlegt werden. Im Allgemeinen war der Seenotfunkverkehr gegen Störungen durch Rundfunkübertragungen gesichert. Dem Seenotfunkverkehr war wie dem gesamten Seefunkverkehr die 600-m-Welle vorbehalten. Des Weiteren sind Rundfunkdarbietungen auf den Wellen 580–620 verboten. Diese Maßnahme machte bei trennscharfen Bordfunkgeräten eine Störung unmöglich. Sind nun aber die Funkgeräte, wie auf der Hermes, nicht genügend trennscharf, so konnte es vorkommen, dass der Empfang beim Seenotfunkverkehr durch Darbietungen auf benachbarten Wellenlängen gestört wurde. Hier hatte aber der Bordfunker die Möglichkeit, die Störungen der Küstenfunkstelle zu melden. Diese musste den störenden Sender ermitteln und ihn auffordern, seine Übertragung einzustellen. Diese Möglichkeit hatte der Funker der „Hermes“ nicht genutzt. Es wurde daher die Forderung abgelehnt, während des Seenotfunkverkehres alle Rundfunkdarbietungen einzustellen. Die Berichte des Schiffahrtsamtes lassen keinen Zweifel darüber, dass von allen Funkstationen der Funkverkehr richtig gehört wurde. Das Seeamt verwies auch auf die Tatsache, dass die Aufzeichnungen aus dem Funktagebuch von „Elbe 1“ ergaben, dass der Funkverkehr nur durch den dänischen Dampfer Swanhild gestört wurde.

### Fazit
Zum Kernpunkt der Tragödie, der Auslaufentscheidung des Kapitäns Carl Hoffmann, blieben viele Fragen offen. War es tatsächlich nur eine Fehlinterpretation des Wetterberichtes? Ihm war bewusst, dass er nur mit reduzierter Maschinenleistung fahren konnte. Er sah auf dem Weg zur Elbmündung die Signale auf Sturm stehen und hörte die Warnungen des Lotsen. Spätestens beim Passieren von Brunsbüttel sah er den Orkan. Über seine Entscheidung zum Weiterlaufen kann heute nur spekuliert werden.
Der eine Fehler war mit dem Auslaufen gemacht und war somit Wegbereiter für den zweiten, dem Bruch der Ruderkette. Warum der Kapitän nicht sofort einen Notruf abgesetzt hatte, ist bis heute ebenfalls unbekannt. Nach dem ersten SOS-Ruf meldete die Luise Leonhardt bereits wenige Minuten später Grundberührung. Das Schiff befand sich also schon im Brandungsbereich des Großen Vogelsand. Da ein derart schnelles Vertreiben aus dem Fahrwasser der Elbe unwahrscheinlich ist, muss eine Zeitspanne von vielleicht 15 bis 20 Minuten ungenutzt für eine Notmeldung vergangen sein. Dieses Verzögern des Notrufs kostete die gesamte Besatzung das Leben.
Bis heute ungeklärt blieb die Frage, wie weit sich der Bergungsschlepper Hermes an das Wrack heranarbeiten konnte. Nach Aussagen des Matrosen Otto May vom Bergungsschlepper betrug die Entfernung nur noch 60 m, als man wieder abdrehen musste.

### Direkte Folgen für den Schiffsverkehr
Zu den zahlreichen Untiefen und Gefahrenpunkten in der Elbmündung war mit dem Wrack der Luise Leonhardt ein neuer hinzugekommen. Obgleich weitab von den eigentlichen Schifffahrtswegen, am Westausläufer des Großen Vogelsand liegend, störte das Wrack zwei Sparten der Schifffahrt empfindlich. Zum einen die Elbfischer, die hier gute Fanggründe hatten, zum anderen die Kleinschifffahrt, die hier von den betonnten Routen abweichend, eine Abkürzung nach Norden benutzten. Schon wenige Wochen nach dem Unfall kam es zum ersten Zwischenfall. Der Finkerwärder Ewer HF 285 lief bei Dunkelheit auf das Wrack auf. Dabei entstanden erhebliche Beschädigungen am Schiffsboden. Die Schadenssumme von 1.028,60 Reichsmark stellte die Unterelbe-Versicherungskasse zu Finkenwärder dem Schifffahrtsamt Cuxhaven in Rechnung. Diese Forderung war vergeblich, da das Amt den Standpunkt vertrat, dass ein Verlassen der betonnten Fahrwasserwege auf eigenes Risiko geschehe. Die Zwischenfälle häuften sich. Trotz der wachsenden Flut von Eingaben und Schadenersatzforderungen blieb das Schifffahrtsamt hart. Mit dem Hinweis, dass sie nur auf den gekennzeichneten Routen für die Sicherheit verantwortlich wäre, wurden alle Forderungen von Schiffseignern und Versicherungen abgewiesen. Die Elbfischer verlangten weiterhin energisch die Beseitigung, zumindest aber die Kennzeichnung des Wracks mit einer Leuchtboje. Die Forderungen zogen sich bis 1933 hin, als das inzwischen mit dem Streit konfrontierte Reichsverkehrsministerium die Betonnung des Wracks endgültig ablehnte. Während eines Sturmes im Winter 1934/35 versanken die letzten noch herausragenden Reste der Luise Leonhardt im Mahlsand des Großen Vogelsand und das Wrack stellte kein Hindernis mehr dar.

### Öffentliche Anteilnahme
Die Anteilnahme am Untergang der Luise Leonhardt war seitens der Bevölkerung in ganz Deutschland sehr hoch. So erreichten in den Wochen nach dem Totalverlust viele hundert Beileidsbekundungen die Reederei „Leonhardt & Blumberg“ sowie die Angehörigen der Besatzungsmitglieder. Selbst aus dem entfernten Österreich schrieb ein Herr Tratlehner:
Hochlöbliches Schiffsamt!
Endes Gefertigter beehrt sich hiermit, Ihnen als auch allen Angehörigen und Hinterbliebenen der Besatzung des Dampfers Luise Leonhardt über der Untergang dieses Schiffes in der Elbe anlässlich des großen Sturmes sein herzlichstes und innigstes Beileid ergebenst bekannt zu geben, hoffend und wünschend, das es der großen Kunst der geehrten Herren deutschen Ingenieure gelingen möge, das gesunkene Schiff zu heben und wieder seetüchtig und flott zu machen, schließe ich und verbleibe mit herzlichsten Grüßen und vorzüglicher Hochachtung
Ihr ergebenster Josef Tratlehner
Wien, den 3. Dezember 1930
Bereits am Morgen des 24. November 1930 berichteten die Hamburger Zeitungen in großen Sondermeldungen vom Unglück in der Elbmündung. Viele andere Zeitungen in ganz Deutschland widmeten im damals üblichen Stil dem Verlust von Schiff und Besatzung breiten Raum. Zwei Schicksale von Besatzungsmitgliedern sollen an dieser Stelle verdeutlichen, wie nahe Glück und Unglück beieinander liegen.
Der Maschinenassistent Franz Walkiewicz verlobte sich am 22. November 1930 mit seiner Braut Anni Mextorf. Die Verlobungsfeier fand im Beisein des Kapitäns und einiger Besatzungsmitglieder an Bord der Luise Leonhardt statt. Einen Tag später war Franz Walkiewicz tot.
Der Matrose Joachim Wiese hatte seinen Heuerschein für die Luise Leonhardt schon in der Tasche, als er bei der Untersuchung auf Borddiensttauglichkeit durchfiel. Grund dafür war eine frische Narbe nach einer Blinddarmoperation, die beim Kneten durch den prüfenden Arzt wieder aufbrach.
Am 5. Dezember 1930 fand unter großer Anteilnahme der Bevölkerung ein Gedenkgottesdienst für die umgekommenen Besatzungen des Motorschiffes Stralsund und des Dampfers Luise Leonhardt in der Hauptkirche zu Altona statt.
Das Motorschiff Stralsund befand sich auf der Fahrt von England nach Schweden und ist vermutlich bei Sturm in der Nacht vom 10. zum 11. November mit 13 Mann Besatzung gesunken.
Im Anschluss an die Predigt wurden die Namen der Besatzungsmitglieder verlesen.

## Liste der Besatzungsmitglieder
Beim Untergang der „Luise Leonhardt“ fanden in Ausübung ihres Seemannsberufes den Tod:
- Carl Hoffmann (Kapitän)
- Johann Schütt (Erster Offizier)
- Friedrich Schmincke (Zweiter Offizier)
- Hans Schurich (Dritter Offizier)
- Johannes Koop (Erster Ingenieur)
- Fritz Hahn (Zweiter Ingenieur)
- Erich Jonsson (Dritter Ingenieur)
- Franz Walkiewicz (Maschinenassistent)
- Ludwig Danhofer (Koch)
- Johann Lackmann (Kajütsteward)
- Waldemar Kahl (Messejunge)
- Paul Daum (Kochsjunge)
- Friedrich Glanzer (Zimmermann)
- Rudolf Schaumberg (Matrose)
- Friedrich Schulze (Matrose)
- Harry Stoll (Matrose)
- Heinrich Dickenhorst (Matrose)
- Karl Hager (Matrose)
- Heinz Wiese (Matrose)
- Claus Trost (Leichtmatrose)
- Heinz Schröder (Junge)
- Josef van Dyck (Heizer)
- Ernst Hentschel (Heizer)
- Hans König (Heizer)
- Johannes Kaiser (Heizer)
- Wilhelm Strutz (Heizer)
- Gerhard Henker (Heizer)
- Walter Schröder (Trimmer)
- Gerard Welzel (Trimmer)
- Gerhard Klotz (Trimmer)

## Literarische Bearbeitungen
Der Schriftsteller Wolfgang Frank nahm den Untergang der Luise Leonhardt zum Vorbild für seinen Roman „Novembersturm“ (1938), bettete die Ereignisse jedoch in die fiktive Geschichte des Hamburger Schiffsjungen „Claus“ ein.